# Olympische Sommerspiele 2012/Teilnehmer (Lesotho)
| Gelbes Symbol für Goldmedaillen mit stilisierten Olympischen Ringen | Graues Symbol für Silbermedaillen mit stilisierten Olympischen Ringen | Braundes Symbol für Bronzemedaillen mit stilisierten Olympischen Ringen |
| ------------------------------------------------------------------- | --------------------------------------------------------------------- | ----------------------------------------------------------------------- |
| —                                                                   | —                                                                     | —                                                                       |

Lesotho nahm in London an den Olympischen Spielen 2012 teil. Es war die insgesamt zehnte Teilnahme an Olympischen Sommerspielen. Das Lesotho National Olympic Committee nominierte vier Athleten in zwei Sportarten.
Fahnenträgerin bei der Eröffnungsfeier war die Leichtathletin Mamorallo Tjoka.

## Teilnehmer nach Sportarten

### Leichtathletik
| Athleten        | Wettbewerb | Vorlauf | Vorlauf | Halbfinale | Halbfinale | Finale    | Finale | Rang |
| Athleten        | Wettbewerb | Zeit    | Rang    | Zeit       | Rang       | Zeit      | Rang   | Rang |
| --------------- | ---------- | ------- | ------- | ---------- | ---------- | --------- | ------ | ---- |
| Frauen          |            |         |         |            |            |           |        |      |
| Mamorallo Tjoka | Marathon   | –       | –       | –          | –          | 2:43:15 h | 90     | 90   |
| Männer          |            |         |         |            |            |           |        |      |
| Mosito Lehata   | 200 m      | 20,74 s | 7       | –          | –          | –         | –      | 33   |
| Tsepo Ramonene  | Marathon   | –       | –       | –          | –          | 2:55:54 h | 85     | 85   |

### Schwimmen
| Athleten      | Wettbewerb    | Vorlauf | Vorlauf | Halbfinale    | Halbfinale    | Finale        | Finale        | Rang |
| Athleten      | Wettbewerb    | Zeit    | Rang    | Zeit          | Rang          | Zeit          | Rang          | Rang |
| ------------- | ------------- | ------- | ------- | ------------- | ------------- | ------------- | ------------- | ---- |
| Frauen        |               |         |         |               |               |               |               |      |
| Masempe Theko | 50 m Freistil | 42,35 s | 3       | ausgeschieden | ausgeschieden | ausgeschieden | ausgeschieden | 73   |